# Antoni Chmielnicki
Antoni Chmielnicki (ur. 1934, zm. 16 sierpnia 2018 w Kielcach) – polski inżynier, główny konstruktor Fabryki Samochodów Ciężarowych „Star” w Starachowicach.

## Życiorys
W latach 1965–1982 był związany zawodowo z Fabryką Samochodów Ciężarowych „Star” w Starachowicach, gdzie w latach 1965–1969 piastował funkcję głównego konstruktora i dyrektora Zakładu Doświadczalnego, zaś w latach 1969–1982 dyrektora Ośrodka Badawczo-Rozwojowego FSC Starachowice. W tym czasie inż. Chmielnicki kierował między innymi pracami konstrukcyjnymi przy samochodach ciężarowych: Star 28, Star 29, Star 200, Star 244 oraz Star 266, a także nad pojazdami specjalnymi i prototypowymi w tym Starem 12,5 oraz zbudowanym na bazie Stara w kwietniu 1979 – Papamobile dla papieża Jana Pawła II podczas jego pierwszej podróży apostolskiej do Polski. Zakłady w Starachowicach opuścił w okresie stanu wojennego i do emerytury pracował w Fabryce Łożysk Tocznych w Kielcach. Wraz z synem był autorem książki Star znad Kamiennej. Rzecz o ludziach, systemie i osiągnięciach starachowickiej fabryki samochodów.
W 2011 wraz z synami Pawłem i Jarosławem przekazał podczas konferencji naukowej pt. „Miasto Stara” do Muzeum Przyrody i Techniki w Starachowicach, egzemplarz Stara 200. 
Zmarł 16 sierpnia 2018 i został pochowany na cmentarzu Starym w Kielcach.